# Phillip Noyce
Phillip Noyce (n. Griffith, Nueva Gales del Sur, Australia, 29 de abril de 1950) es un director de cine australiano.

## Carrera
Noyce nació en Griffith, Nueva Gales del Sur, y comenzó haciendo cortometrajes a la edad de 18 años. El primero de ellos se titularía Better to Reign in Hell y utilizaría a amigos para el reparto. Posteriormente, se uniría a la Escuela Australiana de Cine, Televisión y Radio en 1973, realizando su primer film para la televisión en 1977. Después de su debate, se lanzó a la dirección con el mediometraje Backroads (1977), pero Noyce obtendría su primer éxito comercial y de crítica con Newsfront (1978), con el que ganaría el premio al mejor director, a la mejor película y al mejor guion del Instituto Australiano de Cinematografía (AFI, en sus siglas en inglés). 
Más tarde, Noyce trabajó en dos miniseries para la televisión australiana con George Miller como productor: The Dismissal (1983) y The Cowra Breakout (1984). 
El salto de Noyce a la industria norteamericana llegaría con el thriller Calma total (1988) con Sam Neill, Billy Zane y Nicole Kidman como protagonistas. 
A continuación llegaron sus éxitos de taquilla dirigiendo las películas de los libros de espionaje de Tom Clancy Juego de patriotas (1992) y Peligro inminente (1994) con Harrison Ford en el papel de Jack Ryan. Sin embargo, sufrió un tropezón con la crítica de cine con el thriller erótico Sliver (1993), que tenía el protagonismo de Sharon Stone en su primer trabajo tras Basic Instinct. A pesar de ello, recaudó en todo el mundo algo más de 116 millones de dólares, habiendo costado 40.
Noyce recibió después un gran éxito de público en Australia con la película sobre la "generación robada", Rabbit Proof Fence, por el que ganó por segunda vez el premio a la mejor película del Instituto Australiano de Cinematografía en 2002.
Estuvo casado con la productora Jan Chapman de 1971 hasta 1977. Con posterioridad se casó con Jan Sharp, con la que tiene una hija llamada Lucía.

## Filmografía
- The Giver (2014)
- Salt (2010)
- Atrapa el fuego (Catch a Fire) (2006)
- The Bielski Brothers (anunciada)
- American Pastoral (anunciada)
- El americano impasible (The Quiet American) (2002)
- Generación robada (Rabbit-Proof Fence) (2002)
- Patriot Games: Up Close (2002) (Televisión) (no acreditada)
- El coleccionista de huesos (The Bone Collector) (1999)
- El santo (The Saint) (1997)
- Peligro inminente  (Clear and Present Danger) (1994)
- Acosada (Sliver) (1993)
- Juego de patriotas (1992) (Patriot Games) (1992)
- Blind fury (Furia ciega) (1989)[1]
- Calma total  (Dead Calm) (1988)
- Heatwave (1982)
- Newsfront (1978)
- Backroads (1977)
- God Only Knows Why, But it Works (1975) documental dramatizado sobre el Dr Archie Kalokerinos y la atención sanitaria a aborígenes
- "Castor and Pollux" (1973) (corto)
- "That's Showbiz" (1973) (corto)

Series:
- Brotherhood (2006) Serie de televisión
- Welcome to São Paulo (2004) (segmento "Marca Zero")
- Tru Calling (2003) Serie (episodio piloto 1.01 "Pilot")
- The Repair Shop (1998) (episodio piloto - no emitido)
- Nightmare Cafe (1992) Serie de televisión (episodio piloto)
- Echoes of Paradise (1987) (alias Shadows of the Peacock)
- The Hitchhiker Serie de televisión (episodios en 1985):
- * Episodio "The Curse"
- * Episodio "Man of Her Dreams"
- * Episodio "Man's Best Friend"
- * Episodio "The Martyr"
- * Episodio "Nightshift"
- The Cowra Breakout (1984) Miniserie de televisión
- The Dismissal (1983) Miniserie de televisión